# Azar Nafisi
Azar Nafisi (* 1948, Teherán, Írán) je íránsko-americká spisovatelka a vysokoškolská profesorka anglické literatury, která je známá svým bojem za ženská práva a obecněji za lidská práva nejen v islámské kultuře. Narodila se v Teheránu (Írán), v roce 1997 se usadila ve Spojených státech amerických, kde získala občanství (2008).
Pracuje jako profesorka literatury a estetiky na Univerzitě Johnse Hopkinse ve Washingtonu, D.C. Přednášela rovněž v Oxfordu a na univerzitách v Íránu.
Je neteří slavného íránského intelektuála, sci-fi spisovatele a básníka Saeeda Nafisiho. Azar Nafisi proslula svou knihou Jak jsme v Teheránu četly Lolitu (Reading Lolita in Teheran), která byla bestsellerem The New York Times 117 týdnů a získala mnoho literárních cen, včetně ceny amerických knihkupců “Kniha roku 2004 v kategorii non-fiction”. Kniha byla přeložena do více než 30 jazyků.
Kvůli odmítání povinného nošení šátku zakrývajícího vlasy byla v 80. letech vyloučena z řad vyučujících na Teheránské univerzitě. Studentky pak učila na tajných setkáních u sebe doma.

## Dětství, mládí a vzdělání
Nafisi se narodila v Teheránu jako dcera Nezhat a Ahmada Nafisi. Její otec byl primátorem Teheránu v letech 1961 až 1963. V té době to byl vůbec nejmladší primátor Teheránu. Její matka byla učitelka a politička, která byla členkou první skupiny žen zvolených do íránského parlamentu.
Nafisi vyrůstala v Teheránu a když jí bylo třináct, přestěhovala se za vzděláním do Lancasteru (Anglie). Poté žila ve Švýcarsku a v roce 1963 se krátce vrátila do Íránu. Studium anglické a americké literatury úspěšně završila na Oklahomské univerzitě (USA).
Do Íránu se vrátila v roce 1979, krátce po Íránské islámské revoluci a učila angličtinu na Teheránské univerzitě. V roce 1981 byla z univerzity vyloučena, neboť odmítala nosit povinný šátek zahalující vlasy. Později, během období liberalizace, začala učit jako hostující profesorka na Univerzitě Allahmeha Tabataby, největší íránské veřejné univerzitě věnující se humanitním a sociálním vědám. V roce 1995 chtěla na svou pracovní pozici rezignovat, ale univerzita rezignaci odmítla. Nafisi situaci řešila tím, že opakovaně nedocházela do zaměstnání, načež byla vyloučena. Tím univerzita obešla její vlastní žádost o vyloučení.
V letech 1995 až 1997 pravidelně zvala Nafisi několik studentek na ilegální bytové semináře, probíhající v jejím domě každý čtvrtek odpoledne. Studovaly literární díla, včetně několika, která byla kontroverzní vůči panujícímu režimu, například Lolitu a Paní Bovaryovou. Romány F. Scotta Fitzgeralda, Henryho Jamese a Jane Austenové jim sloužily k dosažení pochopení a interpretace těchto textů v kontextu moderního Íránu. Diskutovaly také svou pozici v postrevoluční íránské společnosti a otázky lidských práv.
Po 18 letech života v porevolučním Íránu se Nafisi v roce 1997 vrátila do USA.

## Ohlasy
Azar Nafisi sklízí za svá díla jak vysoká pozitivní literární ocenění, tak i kritiku, argumentovanou politicky.

### Ocenění
Nafisi obdržela mnoho čestných titulů a cen, jak literárních, tak těch, která se týkají lidských práv.

#### Čestné tituly
- Salve Regina University (2023)
- Susquehanna University (2019)
- Pomona College (2015)
- Mount Holyoke College (2012)
- Seton Hill University (2010)
- Goucher College (2009)
- Bard College (2007)
- Rochester University (2005)
- Nazareth College (2005)

#### Výběr z cen
- Pell Center Prize for Story in the Public Square (2023)
- Matilde Serão Award Recipient (2018)
- Benjamin Franklin Creativity Laureate Award (2015)
- Carnegie Corporation of New York, 2015 Distinguished Immigrants List (2015)
- Cristóbal Gabarrón Foundation International Thought and Humanities Award (2011)
- The Don and Arvonne Fraser Human Rights Award (2010)
- The Elizabeth Ann Seton Woman of Courage Award (2010)
- Distinguished Alumnus Award, University of Oklahoma (2001)

#### Literární ceny
- Taobuk Award for Literary Excellence (Taormina, Italy) (2023)
- The Times (London), “100 Best Books of the Decade” for Reading Lolita in Tehran (2009)
- Persian Golden Lioness Award for literature, presented by the World Academy of Arts, Literature, and Media (2006)
- Frederic W. Ness Book Award (2005)
- The Book Standard Bestsellers Award (2005)
- Grand Prix des Lectrices d’ Elle (2005)
- Achievement award from the American Immigration Law Foundation (2005)
- Prix du Meilleur Livre Étranger (2004)
- Non-fiction Book of the Year Award from Booksense (2004)
- Latifeh Yarsheter Book Award (2004)
- Encyclopaedia Iranica Award for Literature (2004)

## Dílo
- Jak jsme v Teheránu četly Lolitu, Paseka Praha 2003, 2011 (anglicky 'Reading Lolita in Tehran: A Memoir in Books', 2003)
- Things I've Been Silent About (2008)
- The Republic of Imagination (2014)
- Read Dangerously: The Subversive Power of Literature in Troubled Times (2022)

### Zdroje
Český text byl rozšířen na základě hesla Azar Nafisi na anglické, německé a ruské Wikipedii.